# Sokoleč
Sokoleč je obec v okrese Nymburk ve Středočeském kraji. Leží pět kilometrů jižně od Poděbrad. Žije zde přibližně 1 100 obyvatel a katastrální území měří 627 hektarů. Nadmořská výška obce je 191 metrů. Zástavba obce leží uvnitř cerhenického zkušebního železničního okruhu.

## Historie
První písemná zmínka o vesnici pochází z roku 1332. Již dříve za vlády Přemysla Otakara II. osada „Sokolčí“ sloužila pro ubytování královské družiny a také jako stanice královských myslivců a sokolníků. Chovali se zde a cvičili sokoli pro královské hony. Dřívější osada nestála na místě, kde nyní leží obec, ale o několik stovek metrů směrem k Poděbradům.

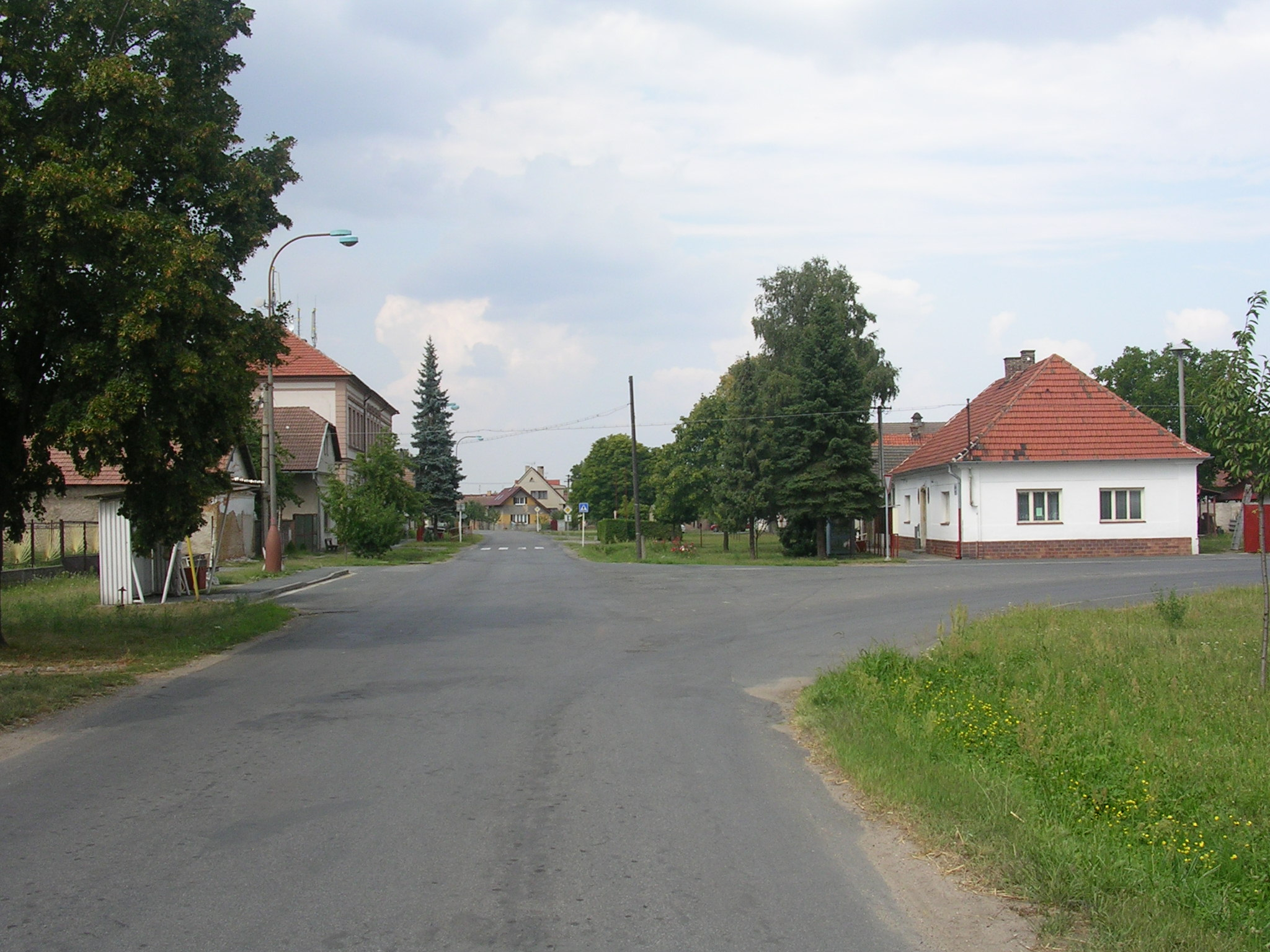
Křižovatka v Sokolči; vlevo škola, vpravo obecní úřad

Začalo se zde učit v roce 1798. Teprve až v roce 1808 byla postavena školní budova. V roce 1868 škola vyhořela a ještě téhož roku v prosinci byla postavena nová. V roce 1892 byla vyměřena školní zahrada. Nynější škola byla postavena v roce 1904 v secesním stylu exteriéru. V roce 1914 chodilo do pěti tříd 210 dětí, v roce 2007 do pěti tříd chodilo 44 žáků.
Ve druhé světové válce dopadlo na Sokoleč 9 bomb shozených americkými bombardéry, které původně byly určeny na Kolín. Bomby nikoho nezabily a ani nezranily. Zanechaly pouze materiální a přírodní škody. Také se zde za druhé světové války schovávali utečenci z transportu do koncentračních táborů. Přebývali tady Rusové, kteří zde nechali spousty nevybuchlých granátů a munice, nalezených při výkopech pro kanalizaci v srpnu roku 2004.
Rodák ze Sokolče je plk. in memoriam František Novák (1902–1940), letecký akrobat, vojenský pilot francouzského letectva v druhé světové válce. Jeho ostatky byly v roce 2002 převezeny z Francie do jeho rodiště.
Ve vsi Sokoleč (929 obyvatel) byly v roce 1932 evidovány tyto živnosti a obchody: holič, 4 hostince, kolář, 2 kováři, krejčí, rolnické mlýnské družstvo, 2 obuvníci, pekař, porodní asistentka, 3 řezníci, 4 obchody se smíšeným zbožím, spořitelní a záložní spolek pro obec Sokoleč, 2 tesařští mistři, 2 trafiky, truhlář.

## Obyvatelstvo
| Rok            | 1869 | 1880 | 1890 | 1900 | 1910 | 1921 | 1930 | 1950 | 1961 | 1970 | 1980 | 1991 | 2001 | 2011 | 2021  |
| -------------- | ---- | ---- | ---- | ---- | ---- | ---- | ---- | ---- | ---- | ---- | ---- | ---- | ---- | ---- | ----- |
| Počet obyvatel | 576  | 703  | 780  | 848  | 951  | 929  | 897  | 883  | 931  | 855  | 860  | 815  | 795  | 908  | 1 088 |
| Počet domů     | 78   | 109  | 125  | 153  | 168  | 178  | 205  | 234  | 246  | 241  | 258  | 301  | 307  | 334  | 397   |

## Obecní správa

### Územněsprávní začlenění
Dějiny územněsprávního začleňování zahrnují období od roku 1850 do současnosti. V chronologickém přehledu je uvedena územně administrativní příslušnost obce v roce, kdy ke změně došlo:
- 1850 země česká, kraj Jičín, politický i soudní okres Poděbrady[8]
- 1855 země česká, kraj Čáslav, soudní okres Poděbrady
- 1868 země česká, politický i soudní okres Poděbrady
- 1939 země česká, Oberlandrat Kolín, politický i soudní okres Poděbrady[9]
- 1942 země česká, Oberlandrat Hradec Králové, politický okres Nymburk, soudní okres Poděbrady[10]
- 1945 země česká, správní i soudní okres Poděbrady[11]
- 1949 Pražský kraj, okres Poděbrady[12]
- 1960 Středočeský kraj, okres Nymburk
- 2003 Středočeský kraj, okres Nymburk, obec s rozšířenou působností Poděbrady

### Obecní symboly
Znak a vlajka byly obci uděleny rozhodnutím předsedy Poslanecké sněmovny Parlamentu České republiky dne 25. listopadu 2003.

## Doprava
Dopravní síť
- Pozemní komunikace – Do obce vedou silnice III. třídy. Ve vzdálenosti tři kilometry vede silnice I/38 Kolín - Nymburk - Mladá Boleslav.

- Železnice – Železniční trať ani stanice na území obce nejsou. Nejbližší železniční zastávkou jsou Cerhenice ve vzdálenosti 3 km ležící na trati 011 vedoucí z Prahy do Kolína.

Veřejná doprava 2011
- Autobusová doprava – V obci měla zastávku autobusová linka Poděbrady-Cerhenice-Pečky (v pracovní dny 9 spojů) (dopravce Okresní autobusová doprava Kolín, s. r. o.). O víkendu byla obec bez dopravní obsluhy.

Autobusová doprava 2021
- Dopravní obslužnost zajišťují linky 678 a 679, které jsou součástí systému PID. Linka 678 (Poděbrady - Cerhenice - Pečky) je v provozu pouze ve všední dny, linka 679 (Poděbrady - Velim - Kolín) zajišťuje dopravní spojení několikrát denně i o víkendu.

## Zkušební železniční okruh
Sokoleč je jedinou obcí ležící uvnitř zkušebního železničního okruhu, vybudovaného v letech 1960–1963.